# Orval-sur-Sienne
Orval-sur-Sienne – gmina we Francji, w regionie Normandia, w departamencie Manche. W 2013 roku liczba ludności wynosiła 1180 mieszkańców.
Gmina została utworzona 1 stycznia 2016 roku z połączenia dwóch ówczesnych gmin: Montchaton oraz Orval. Siedzibą gminy została miejscowość Orval.